# Agostinho Marques Moleiro
Agostinho Marques Moleiro (27 de Setembro de 1945) é um político e médico pediatra português.

## Biografia

### Nascimento
Nasceu em 27 de Setembro de 1945.

### Carreira política e profissional
Trabalha como médico pediatra, tendo cerca de quarenta anos de experiência no tratamento de crianças.
Agostinho Moleiro integrou-se no Partido Socialista, tendo sido presidente da concelhia de Beja daquele partido. Candidatou-se à presidência da Câmara Municipal de Beja, tendo como mandatário o cirurgião Horácio de Carvalho Flores. Foi deputado do Partido Socialista na Assembleia da República, durante a VII Legislatura, eleito pelo Circulo de Beja.
Exerceu como governador civil do Distrito de Beja entre 1998 e 2001, sucedendo a António Manuel do Carmo Saleiro. Foi substituído naquele posto por Manuel Joaquim Masseno. Durante o seu mandato como governador civil, envolveu-se na polémica sobre os touros de morte na vila de Barrancos em 2000, tendo ordenado a aplicação das coimas pela violação da lei. No entanto, no ano seguinte o Tribunal de Moura absolveu os arguidos, tendo nessa altura o Partido Social Democrata defendido a sua demissão na sequência da decisão judicial, exigência que Agostinho Moleiro rejeitou, alegando que apenas tinha cumprido as suas obrigações como governador civil.
Em Junho de 2016, lançou a obra Meninas ao colo, Pediatra no bolso, sobre a saúde infantil, na Biblioteca Municipal de Beja.